# Alticorpus macrocleithrum
Alticorpus macrocleithrum là một loài cá thuộc họ Cichlidae. Nó là loài đặc hữu của Malawi. Môi trường sống tự nhiên của chúng là hồ nước ngọt. Thức ăn của chúng gồm các sinh vật nhỏ gồm ấu trùng. 